# 関山大滝
関山大滝（せきやまおおたき）は、山形県東根市関山にある滝。単に大滝とも表記される。最上川水系乱川上流部において、落差10m、幅15mで流れ落ちる。
山形県と宮城県をつなぐ国道48号沿いに存在し、滝の傍にはドライブインが設けられている。

## 周辺
- 大かつら（山形県天然記念物指定。滝の付近に位置。）
- 国道48号
- 関山峠
- 関山トンネル

## アクセス
- 自家用車：
  - JRさくらんぼ東根駅より25分。
  - 山形空港より30分。
- バス
  - 仙台駅より山交バス、特急48ライナー・新庄行または48チェリーライナー・寒河江行で大滝バス停下車